# Pierre-Antoine Demachy
Pierre-Antoine Demachy (París 1723- 10 de septiembre de 1807) fue un pintor francés. Activo en la segunda mitad del siglo XVIII, Pierre-Antoine Demachy se especializó en pinturas de ruinas, decoraciones arquitectónicas y vistas de París.
Fue alumno de Servandoni, el escenógrafo más grande de la época en Francia, de origen italiano.

Especialista reconocido en su género, Demachy fue nombrado más tarde profesor de 

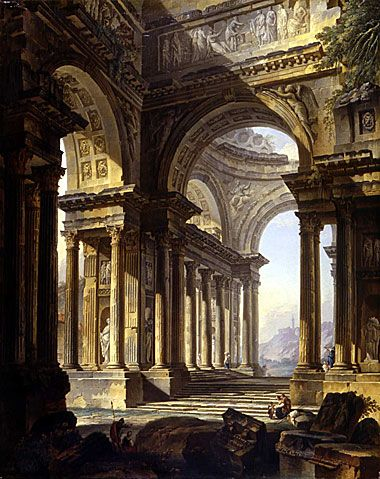
templo en ruinas

perspectiva de la real academia de pintura y escultura.
- Wikimedia Commons alberga una categoría multimedia sobre Pierre-Antoine Demachy.

## Fuente
- Traducción de la versión francesa.

- Datos: Q3382841
- Multimedia: Pierre-Antoine Demachy / Q3382841